# Siopaphora fumivenosa
Siopaphora fumivenosa är en insektsart som först beskrevs av Jacobi 1917.  Siopaphora fumivenosa ingår i släktet Siopaphora och familjen Nogodinidae. Inga underarter finns listade i Catalogue of Life.